# Optatissima pax
Optatissima Pax (укр. тривалий мир, найбільш бажаний мир) — енцикліка Папи Римського Пія XII про призначення публічних молитов за соціальний світ і мир на планеті Земля, що було проголошено в м. Римі 18 грудня 1947 року, на дев'ятий рік його понтифікату.

Через два роки після Другої світової війни світ ще знаходився у невизначеній рівновазі. Люди знаходилися в напрузі, і в декількох країнах класові конфлікти підбурювалися до взаємної ненависті. Папа вважав світову кризу серйозною. Економічна система багатьох країн потерпала внаслідок військових витрат та військових руйнувань та безробіттям, що призвело до появи груп, які прагнули підірвати правопорядок і правосуддя. Ці угруповання викликали ненависть і порушили громадський порядок, що в перспективі могло призвести лише до хаосу.А працюючих людей експлуатують й підбурюють до розбрату. Ключове повідомлення:
|  | Свобода може процвітати лише там, де панує закон і правопорядок, а повага до гідності особистості знову стає міцною та дієвою ... Тим часом мільйони людей все ще живуть під свавіллям та примусом ... Нехай сьогодні темні сили розкладу, розбрату та руйнування руйнуються, але тим сильнішими стають зусилля християн, їх сили до єдності, порядку та миру. |

Мир можна забезпечити лише спільною роботою в злагоді, співпраці та мирній праці. Обов'язок усіх усвідомлювати, що світова криза є серйозною. Усі, особливо заможні люди, повинні ставити загальний добробут вище своєї приватної переваги та прибутку. Найбільш нагальна потреба — примирити серця чоловіків. Державне та приватне життя повинні повернутися до Христа якомога швидше. Основною причиною занепаду суспільства Пій XII бачив у відразі людини до віри, у зневірі. Повернення до віросповідання забезпечило б уявлення, яке заміняє помилки пошуком істини та заміняє ненависть християнською любов'ю.
Папа Римський покладав велику надію на молодь, мав довіру до молитов невинних дітей, котрих просив молитися про мир й примирення під час Різдвяних свят. Ці молитви відкривали би простір для милосердя і дало б більше сенсу життю, в якому земне надбання було би підпорядковане божественному завданню.
Понтифік завершив енцикліку, передаючи своє Апостольське благословення.